# Breutelia mohriana
Breutelia mohriana är en bladmossart som beskrevs av Brotherus 1904. Breutelia mohriana ingår i släktet gullhårsmossor, och familjen Bartramiaceae. Inga underarter finns listade i Catalogue of Life.